# Варшиця
Варшиця — проміжна залізнична станція 5-го класу Жмеринської дирекції Південно-Західної залізниці на дільниці Козятин I — Вінниця між станціями Гулівці (4 км) і Калинівка I (4 км). Розташована поблизу колишнього села Варшиця (нині — мікрорайон міста Калинівки) Хмільницького району Вінницької області.
Від станції відгалужується лінія до станції Старокостянтинів I (110 км). На станції здійснюються оборот поїздів, що прямують зі станції Гречани до станції Вінниця.

## Історія
Відкритий 1940 року, як Блокпост 194 км. Згодом отримав назву — Варшиця.
У 2017 році переведений до категорії станцій зі зміною назви на сучасну.

## Пасажирське сполучення
На станції зупиняються приміські електропоїзди сполученням Козятин I — Вінниця — Жмеринка та регіональний поїзд Київ — Гречани.